# Mabilla van Bellême
Mabilla Talvas van Bellême (overleden te Caen op 2 december 1079) was van 1071 tot aan haar dood vrouwe van Bellême. Ze behoorde tot het huis Bellême.

## Levensloop
Mabilla was de dochter van heer Willem II Talvas van Bellême en diens echtgenote Hildeburgis. Volgens contemporaine bronnen had ze het karakter van haar vader geërfd en ze werd beschreven als wreed, vilein, amoreel, arrogant en praatziek. 
Rond 1050 huwde ze met Rogier II van Montgomery, een van de belangrijkste Normandische edelen en raadgever van hertog Willem II van Normandië. Volgens Normandische geschiedschrijvers was het huwelijk door haar vader gepland om bondgenoten te vinden om zijn verloren gebieden te heroveren. Huidige historici zien het huwelijk als een poging van Willem II om de onafhankelijkheid van het huis Bellême in te perken. De verbintenis tussen de erfgename van Bellême en zijn vertrouweling Rogier II van Montgommery verzekerde namelijk de vrede in het zuiden van Willems landerijen. 
Het echtpaar was wel degelijk zeer trouw aan Willem II. Zo herstelden ze als hun landheer verschillende kloosters: Almenêches, Troarn en het Sint-Maartensklooster in Sées. Anderzijds maakten ze verschillende edelen tot vijanden: Robert de Grandmesnil en diens broer Hugues, Raoul II de Tosny en Ernaud Fitz-Giroie. Contemporaine bronnen zien daarin het werk van Mabilla: zo zou ze een vergeefse poging gedaan hebben om Ernaud Fitz-Giroie te vergiftigen, wat een nieuwe episode in de strijd tussen het huis Giroie en het huis Bellême veroorzaakte. 
In 1071 erfde ze na de dood van haar oom Ivo II, bisschop van Sées, vermoedelijk de heerlijkheid Bellême. In 1071 of 1074 kreeg haar echtgenoot Rogier II de titel van graaf van Shrewsbury, waardoor Mabilla gravin werd.  
Toen Mabilla in 1079 in de burcht van Bures in Caen verbleef, slaagden aanhangers van het huis Giroie, Hugues de Saugei en diens twee broers, erin om de burcht binnen te dringen en Mabilla te onthoofden. Deze manier van sterven was in die tijd enkel voor mannen voorbehouden. Ze werd bijgezet in het klooster van Troarn, dat zij en haar echtgenoot hadden gefinancierd.

## Nakomelingen
Mabilla en haar echtgenoot Rogier II van Montgomery kregen tien kinderen:
- Rogier, jong gestorven
- Robert II (overleden in 1130), heer van Bellême en graaf van Alençon, Shrewsbury en Ponthieu
- Hugo (overleden in 1098), graaf van Shrewsbury
- Rogier Poitevin (overleden in 1123), graaf van La Marche
- Filips (overleden in 1099)
- Arnulf (overleden in 1119),
- Emma (overleden in 1113), abdis van Almenèches
- Mathilde (overleden rond 1085), huwde met graaf Robert van Mortain
- Mabilla, huwde met heer Hugo van Châteauneuf-en-Thymerais
- Sybilla (overleden rond 1140), huwde eerst met heer Robert FitzHamon van Gloucester en daarna met heer Jan van Raimes en stichtte vervolgens de Abdij van Tewkesbury.